# 八木良二
八木 良二（やぎ りょうじ）は、日本の免疫学者。千葉大学大学院医学研究院免疫発生学特任准教授。

## 主な略歴
- 1998年 東京理科大学理工学部卒業
- 2000年 東京理科大学理工学研究科修了
- 2004年 東京理科大学より理学博士の学位を取得
- 2000年 小野薬品工業（株）探索研究所研究員
- 2004年 理化学研究所 免疫・アレルギー科学総合研究センター シグナルネットワーク 研究員
- 2006年 アメリカ国立アレルギー・感染症研究所 免疫学研究室 ビジティング・フェロー（客員研究員）
- 2011年 アメリカ国立アレルギー・感染症研究所 免疫学研究室 リサーチ・フェロー
- 2013年 千葉大学大学院医学研究院 免疫発生学教室 特任准教授

## 主な所属学会
- 日本免疫学会など

## 主な受賞
- 2010年 Paper of the Year Award in Cytokine Biology from HIN-FDA Cytokine Interest Group
- 2014年 第9回日本免疫学会奨励賞